# Famille Durozier
Pour les articles homonymes, voir Durozier.
La famille Durozier est une famille de plusieurs générations de banquistes français dont les descendants sont des comédiens, metteurs en scène et directeurs de compagnies théâtrales.

## Les premières générations
Le Théâtre du Bel Air, premier théâtre itinérant des ascendants de la famille Durozier est créé en 1848 par Pierre Otto qui quitte pour cela son poste de premier violon au théâtre de Bayonne et Émilie Bonnard son épouse. Ce premier « palc » ou « palque » (le terme tiré de l'italien palco signifiant « plancher », « estrade » « scène de théâtre », à l'origine du terme « palquiste » qui désigne l'artiste, souvent de cirque, qui se produit à l'extérieur, sur la voie publique, est synonyme de théâtre de tréteaux) devient, en 1879, le Théâtre Jeanne-d'Arc, à l'occasion de l'installation à Rouen de la troupe de leur fille Marie Otto et de leurs gendres, les frères Clément, mort en 1876, puis Auguste Pacot.
Jeanne Pacot, la fille de Marie et de Clément, épouse en 1895 Théophile Falck. Ils créent ensemble le Théâtre parisien, un théâtre démontable en bois d'une capacité de cinq cents places, passant de la tradition du « théâtre de tréteaux » à celle de « banquiste » (le terme de « banquiste », opposé à celui de « palquiste », désigne les saltimbanques, les comédiens ambulants, qui se produisent dans un théâtre, une boutique foraine). La troupe se déplace dans les roulottes où naissent les enfants de la balle. Le théâtre (la « baraque ») est monté sur les places des villages pour huit à douze semaines. On y donne le répertoire populaire de l'époque : mélodrame, vaudeville, fresque historique, comique troupier. Cette vie itinérante du Théâtre parisien s'achève en 1958 et la troupe est dissoute en 1963.
S'ils quittent la « banque », ses membres n'en demeurent pas moins comédiens pour la plupart. Dans les années 1950, Jeanne Falck crée le rôle de Tortillard dans Les Mystères de Paris au Théâtre de l'Ambigu-Comique et Théophile Falck joue encore la pantomime sur les places publiques. Leur fille Réjane Falck et son mari Albert Durozier sont aussi des comédiens.

## Les générations contemporaines
L'un de leurs fils, Jean Durozier, est un acteur important de la décentralisation théâtrale en Midi-Pyrénées qui crée en 1966 le Théâtre Populaire en Occitanie à Auch et la Comédie de la Mandoune à Montauban. Ses enfants sont tous comédiens, metteurs en scène ou directeurs de compagnie. Joël Durozier et Dominique Durozier, codirecteurs de la Comédie des Mutins de Lescar ont décidé de donner vie au rêve de leur père qui est aussi devenu le leur : repartir sur les routes avec un théâtre ambulant, une « baraque »,. Leur projet prend corps avec le parrainage que leur apporte Éric-Emmanuel Schmitt.
Autre branche de la famille Durozier, celle de Maurice Durozier. Comédien, dramaturge, metteur en scène, il a passé dix années dans la troupe du Théâtre du Soleil d'Ariane Mnouchkine avant de créer sa propre compagnie. Il raconte dans son spectacle Brûleur de planches un autre pan de l'histoire de cette même famille. Il y évoque la mutation des comédiens de la génération de sa mère Roxane pour le monde de l'usine lorsque le temps du théâtre ambulant a pris fin,. Son frère, Pascal Durozier, également comédien, joue dans son spectacle.